# 祥符寺 (黄山)
祥符寺（730年-約1740年）原址位于安徽黄山风景区的温泉景区，小补桥南，桃花溪南岸，是历史上的一座著名佛寺，从唐代存在到清代，与慈光寺、云谷寺、翠微寺、松谷庵同为黄山“五大丛林”之一。
祥符寺由志满和尚始建于唐开元十八年（730年），名为汤院。宋大中祥符元年（1008年），敕名祥符寺。清乾隆年间，祥符寺毁于山洪。清乾隆五年（1740年）六月初三，又说乾隆二年，大雨三天三夜，暴发特大山洪，暴涨的桃花溪水，将祥符寺，以及连接祥符寺和汤泉的小补桥完全冲毁，全寺僧人溺死，仅有一名小沙弥幸存。